# Hans Christiansen

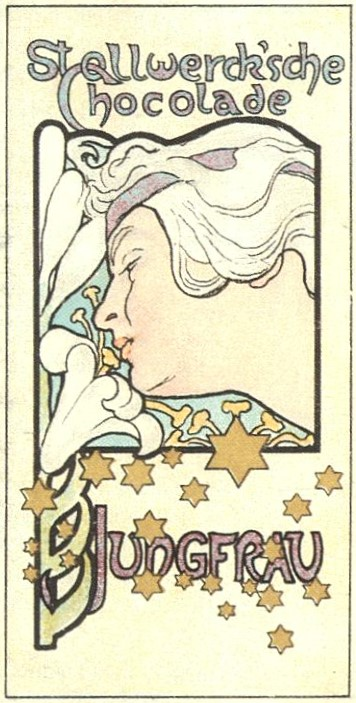
Hans Christiansen Sternbild Jungfrau 1898

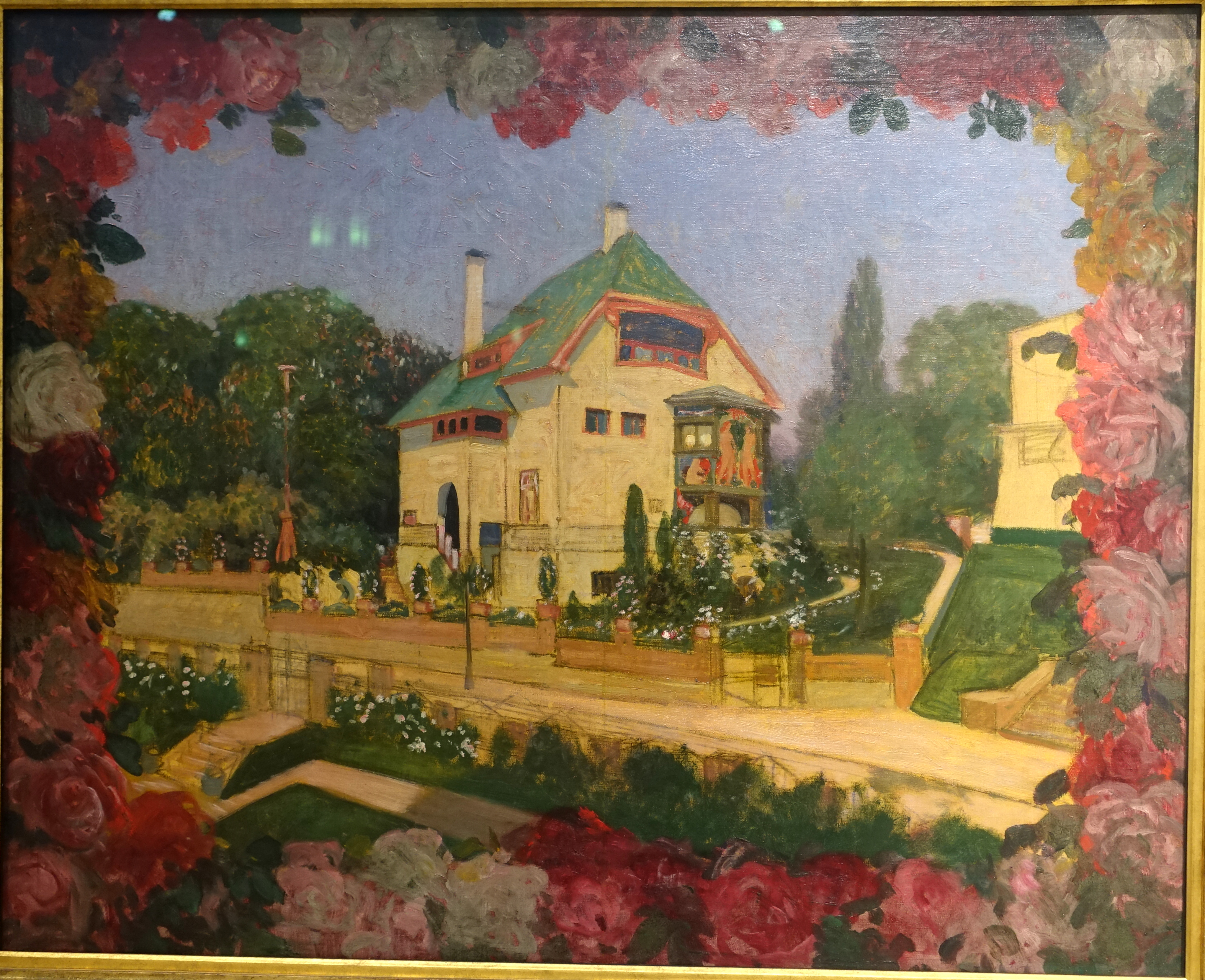
Villa 'In Rosen', 1901

Hans Christiansen (Flensburg, 6 maart 1866 – Wiesbaden, 5 januari 1945) was een Duitse ambachtsman en Jugendstil-schilder.

## Levensloop
Hans was de zoon van Johan Christiansen, een koopman uit Flensburg, en Friederike Henriette Thiede. Op 6 december 1897 trouwde hij met Claire Guggenheim (1872-1975). Het echtpaar kreeg drie kinderen, dochters Herta Genin (1891), Freya Adams (1904) en een zoon Olaf (1901). Zijn echtgenote werd in de oorlog weggevoerd naar Bergen-Belsen, zij overleefde en werd 102 jaar.
Vanaf 15-jarige leeftijd volgde Christiansen in Flensburg een opleiding tot decoratieschilder en werkte twee jaar in een Hamburgse studio voor interieurdecoratie. Dit werk beviel hem niet en daarom verhuisde hij naar München en ging naar de Kunstacademie van München, daar studeerde hij van 1881 tot 1885.
Na een studiereis naar Italië keerde hij terug naar Hamburg en werd leraar op een technische school daarnaast werkte hij ook als decoratieschilder. Hij was betrokken bij de "Verein Volkskunst" en wijdde zich aan natuurstudie.
In 1892 publiceerde hij zijn boek "Neue Flachsornamente" en 1895 gaf hij zijn baan op en ging via Antwerpen naar Parijs, daar studeerde hij aan de Académie Julian en ontmoette hij zijn toekomstige vrouw. Zijn kunst werd sterk beïnvloed door de Franse Art-Nouveau, onder andere van Toulouse-Lautrec en Alphonse Mucha. Zijn hele leven lang bleef hij contacten houden met Parijs, hij bezocht  de Franse hoofdstad geregeld. Later vestigde hij zich als vrije schilder in Duitsland, waar hij ook de titel van professor verwierf. Hij maakte ontwerpen voor de omslagpagina's van het Münchense tijdschrift Die Jugend die heel succesvol waren en uiteindelijk de naam gaven aan de Jugendstil-stroming. Van de Keulse chocoladefabrikant Ludwig Stollwerck kreeg hij de opdracht om verzamelplaatjes te ontwerpen voor de Stollwerck-plakboeken, de bekendste is de serie "Sternbilder" van het verzamelalbum van 1898.
In 1899 werd hij door de groothertog Ernst Lodewijk van Hessen-Darmstadt benoemd tot lid van de kunstenaarskolonie van Darmstadt op de Mathildenhöhe in Darmstadt. Hij was een van de eerste zeven uitverkorenen, met onder anderen Joseph Maria Olbrich, Peter Behrens, Patriz Huber, Paul Bürck. In die tijd ontwierp hij o.a. meubels, keramiek, glas-in-lood en sieraden.
Hij exposeerde o.a. op de wereldtentoonstellingen in Parijs (Paris Exposition Universelle) van 1900, o.a. aardewerk, sieraden, tapijten en glas in lood, Turijn (Prima Esposizione Internazionale d’Arte Decorativa Moderna) van 1902 en de (Louisiana Purchase Exposition) van 1904. De groothertog bekroonde zijn werk door hem de titel van professor te verlenen.
In 1901 werd de de tentoonstelling "Ein Dokument Deutscher Kunst" op de Mathildenhöhe gehouden, de kunstenaars maakten volledig ontwerpen van huizen voor zichzelf die ook daar werden gebouwd. Ook Hans Christiansen ontwierp zijn eigen huis "Villa in Rosen", het was een Gesamtkunstwerk met de roos als leidmotief, tijdens de oorlog werd het geheel verwoest en in 1944 afgebroken.
Voor behangfabrikant Wilhelm Iven ontwierp hij behangpatronen. 
In 1911 werd hij benoemd tot docent aan de Kunstgewerbeschule Wiesbaden (school voor Toegepaste kunst). Hij was lid van de "Freie Künstlerschaft Wiesbaden".
In de jaren twintig specialiseerde hij zich in decoratie en maakte grafiek, schilderijen, keramiek, glazen, sieraden en glas-in-loodramen. 
Het ontwerpen van glas-in-loodramen was voor hem een belangrijke bron van inkomsten.
Hij beschouwde zichzelf als een universeel kunstenaar en wilde zich niet beperken tot één enkele kunstvorm.
In 1933 trachtten de nationaalsocialisten hem te dwingen te scheiden van zijn joodse vrouw, hij weigerde vastbesloten.
Daarom werd hij uitgesloten van het lidmaatschap van de Reichskulturkammer in nazi-Duitsland hetgeen een beroepsverbod inhield.
Hierdoor raakte veel van zijn werk in de vergetelheid en werd pas in de 21e eeuw herontdekt en gewaardeerd.

## Nagedachtenis
Het Hans-Christiansen-Haus, een museum op de Museumsberg in Flensburg, is naar hem vernoemd.

## Tentoonstellingen
- 1902 Falanx.
- Oktober 2014 - januari 2015: Hans Christiansen. Terugblik. Museum Kunstenaarskolonie Darmstadt, Darmstadt.
- Februari 2015 - mei 2015: Hans Christiansen. De herontdekking van een Art Nouveau-kunstenaar. Bröhan Museum, Berlijn.
- Juni 2015 - september 2015: Hans Christiansen – totaalkunstwerk van de Art Nouveau. Villa Stuck, München.
- Oktober 2015 - januari 2016: Hans Christiansen. De retrospectieve. Museumberg Flensburg, Flensburg.

## Afbeeldingen

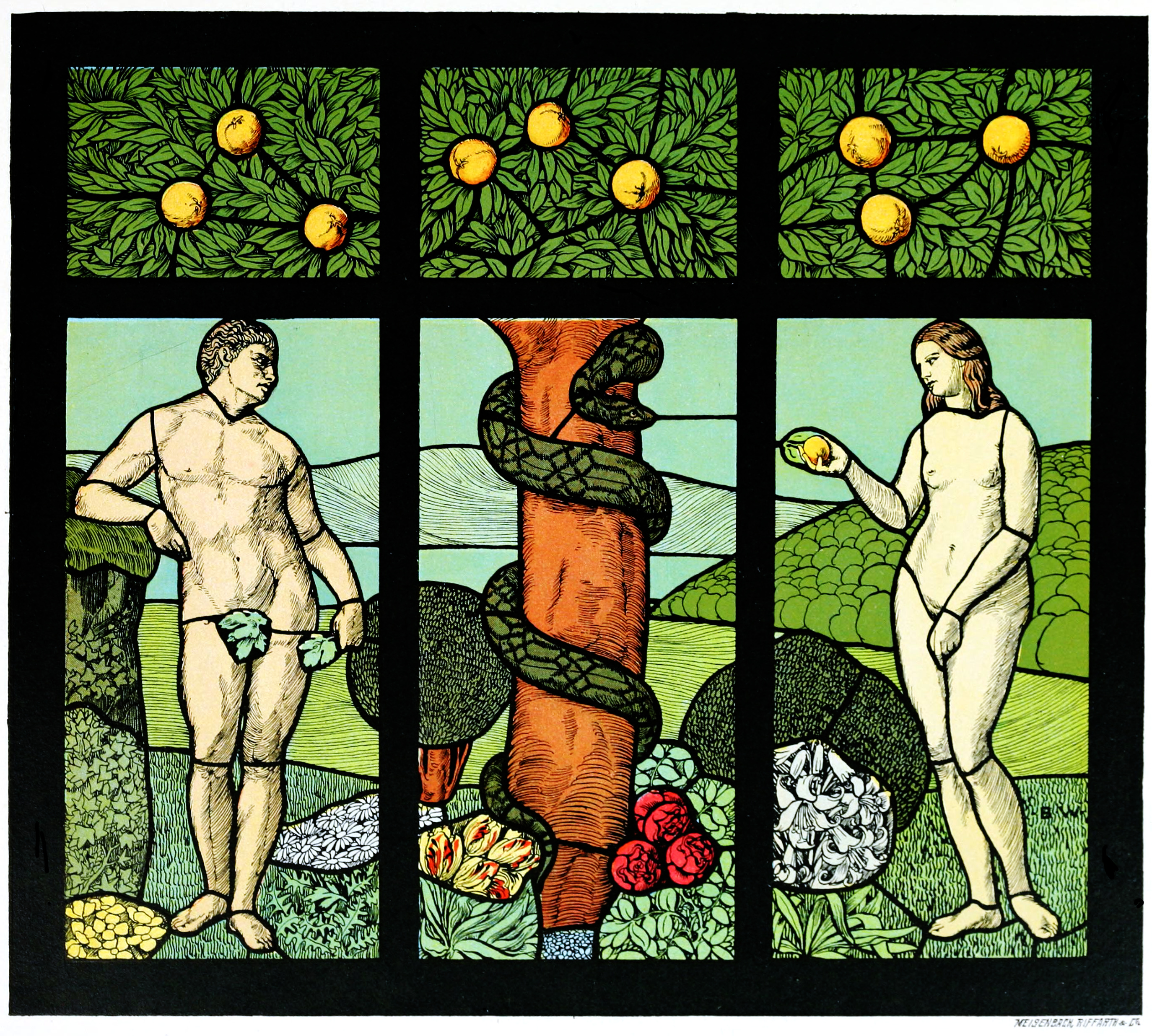
Adam en Eva, glas in lood
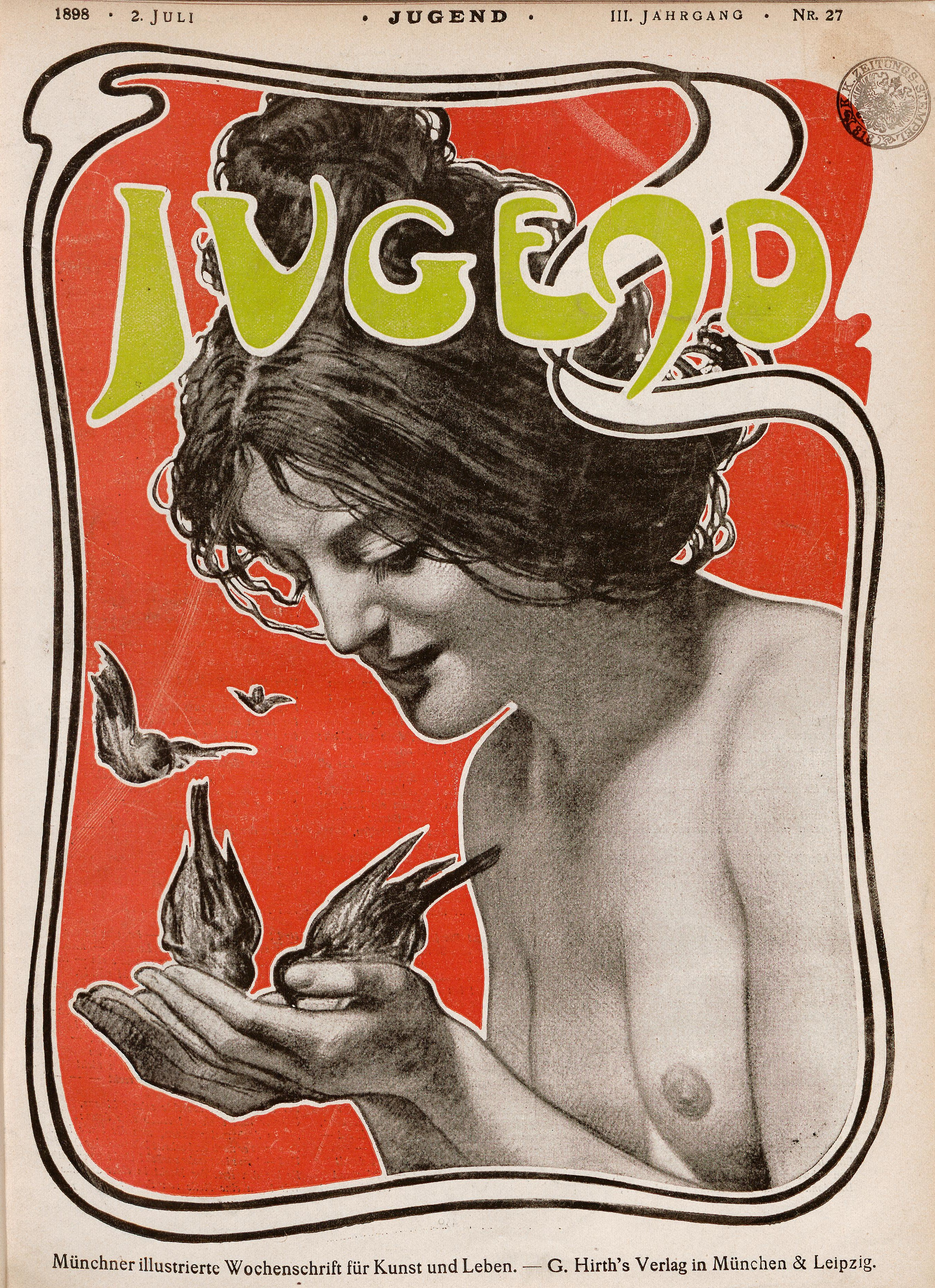
Jugend Nr. 27, juli 1898
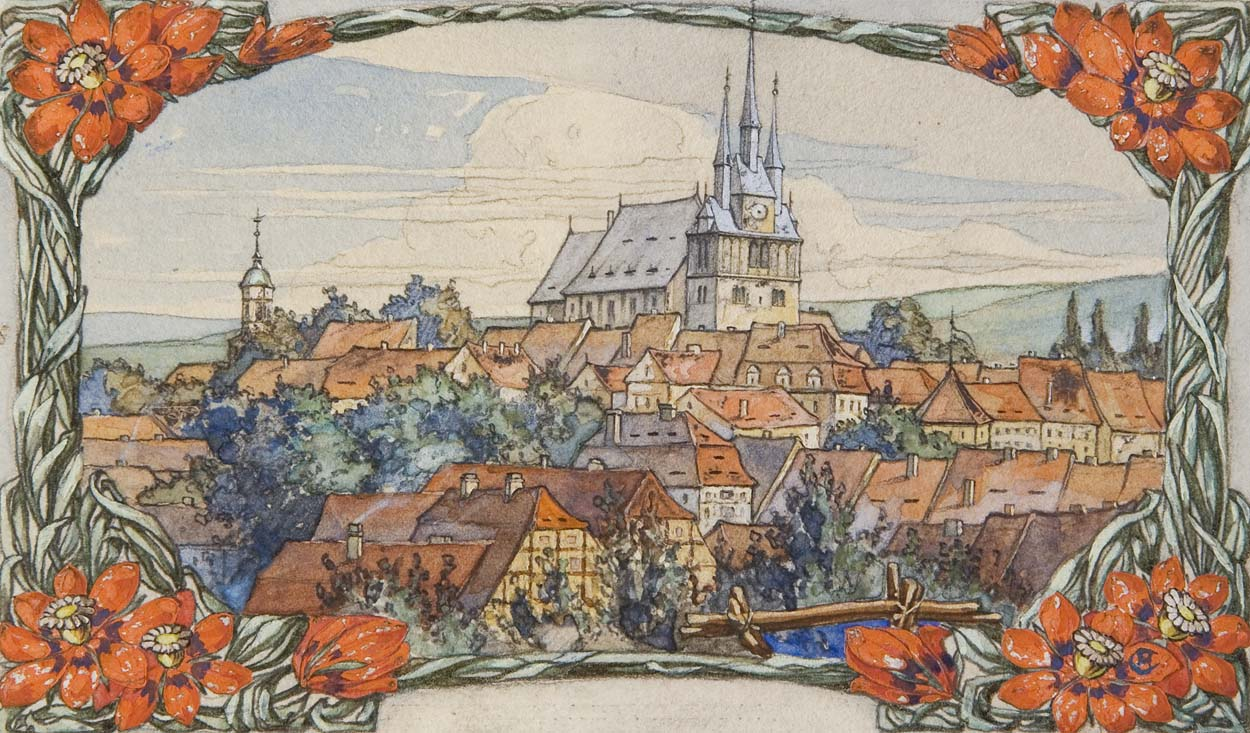
Stadtgezicht Lommatzsch
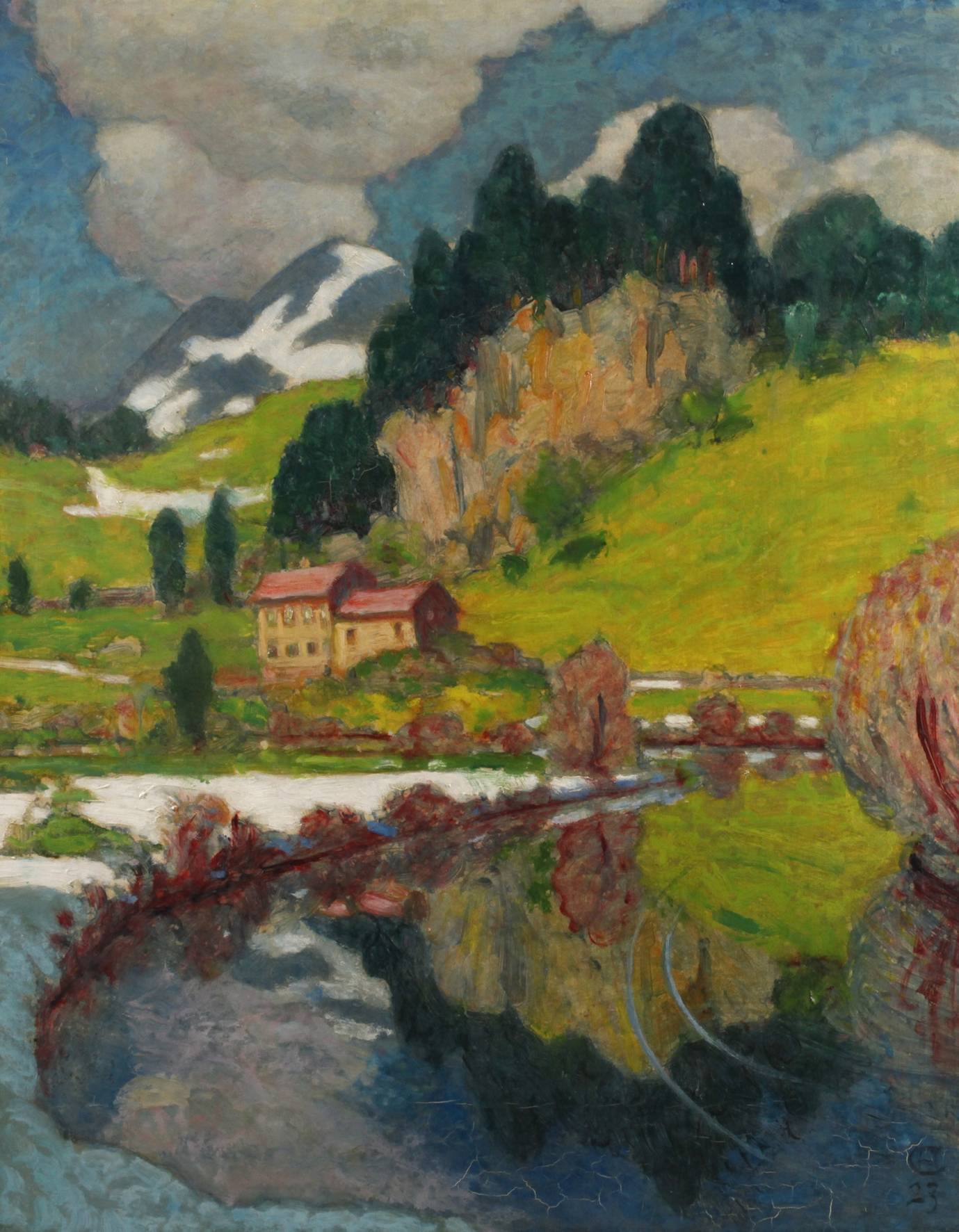
Trettach bei Oberstdorf, 1923
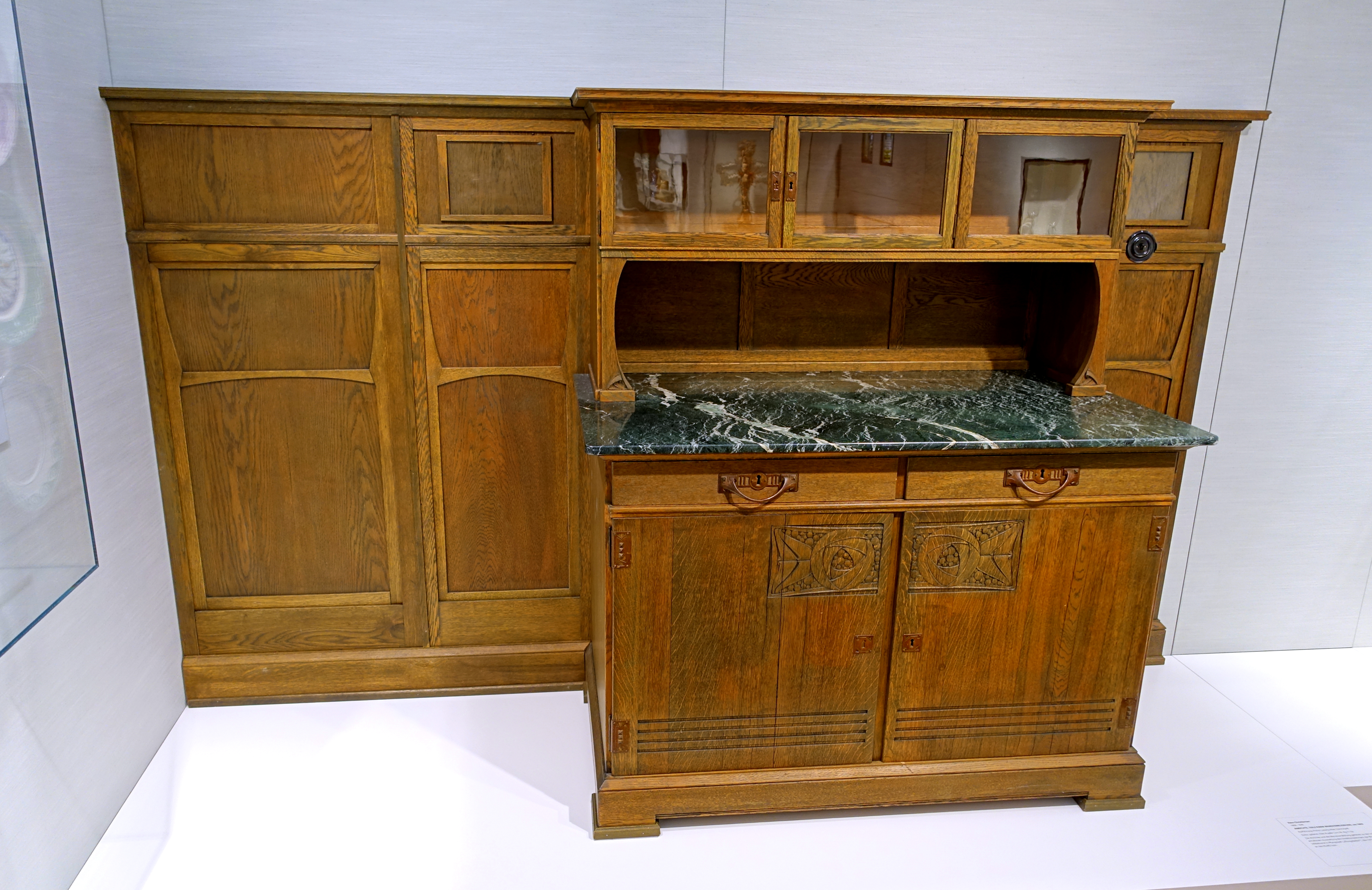
meubel
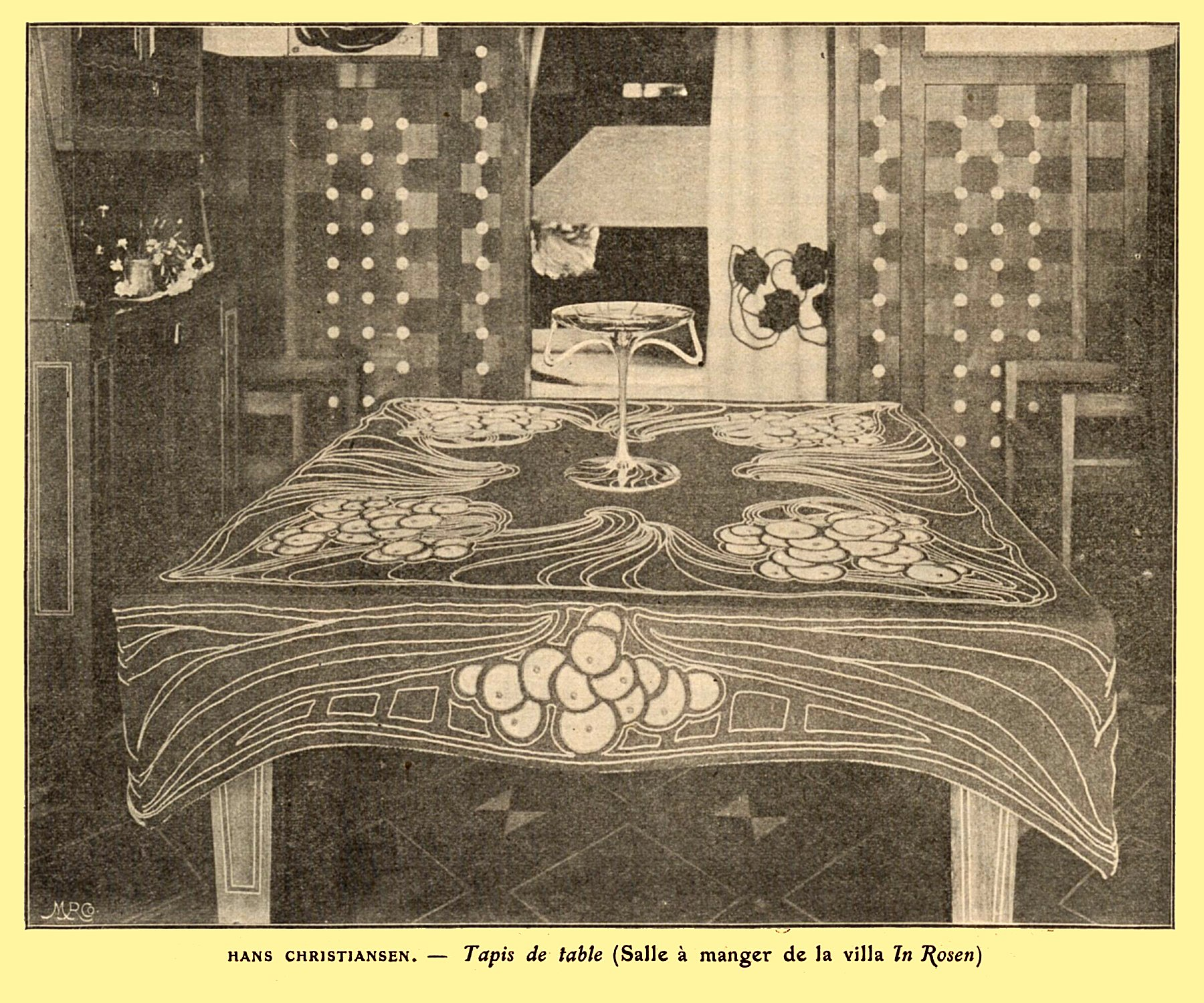
Tafelkleed (eetkamer villa In Rosen)
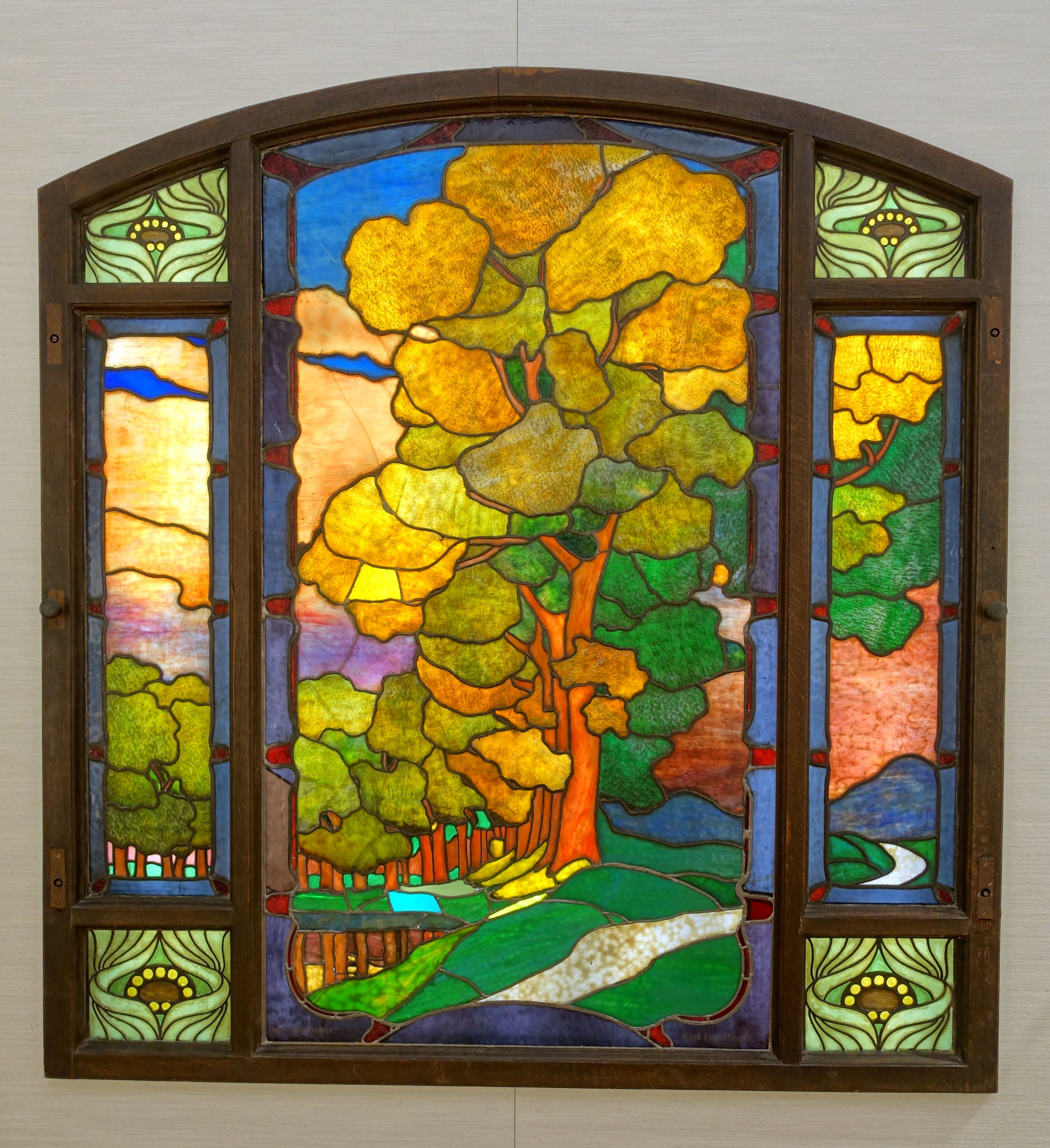
glas in lood
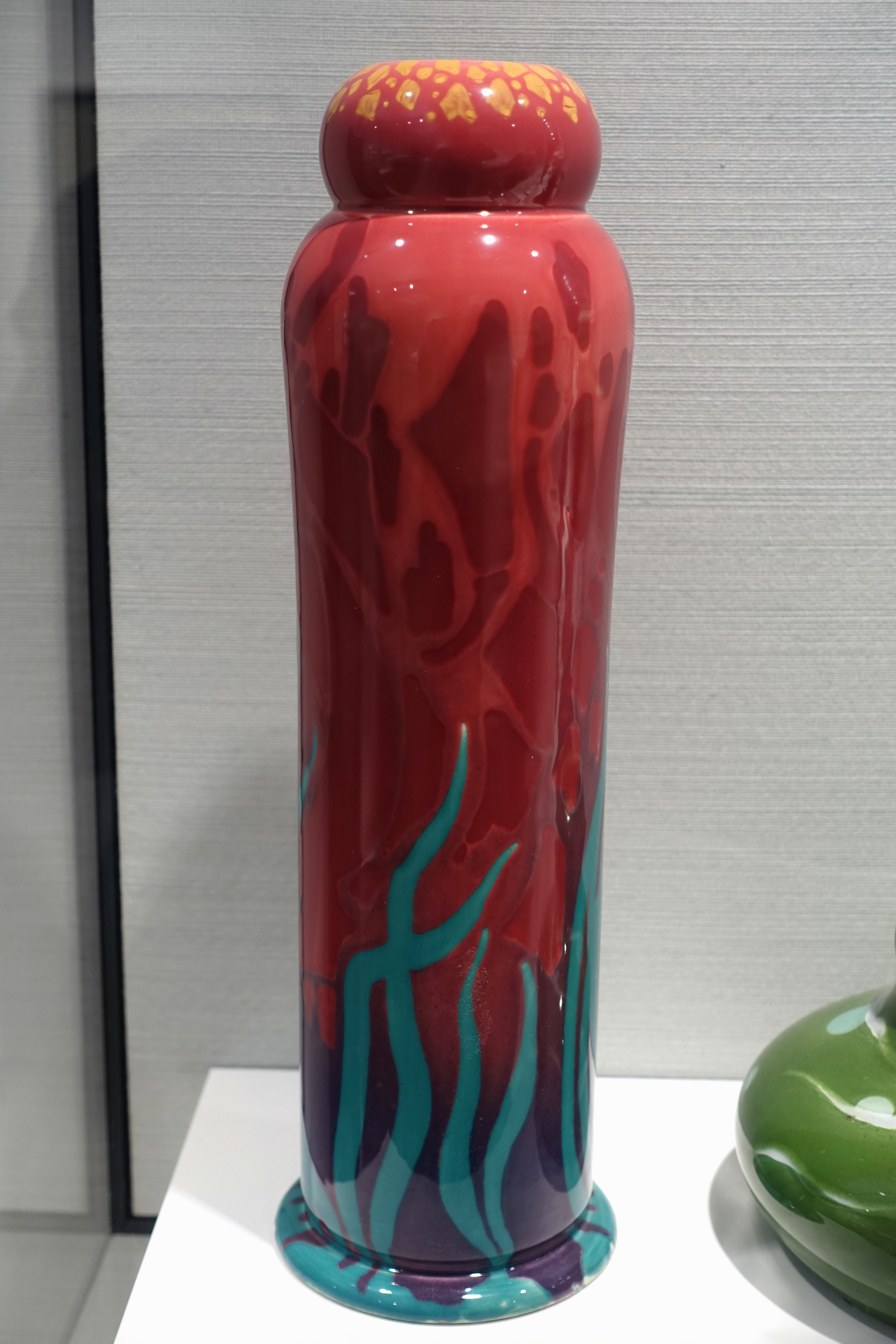
Vaas, 1901, majolica
Beokdecoratie, 1898
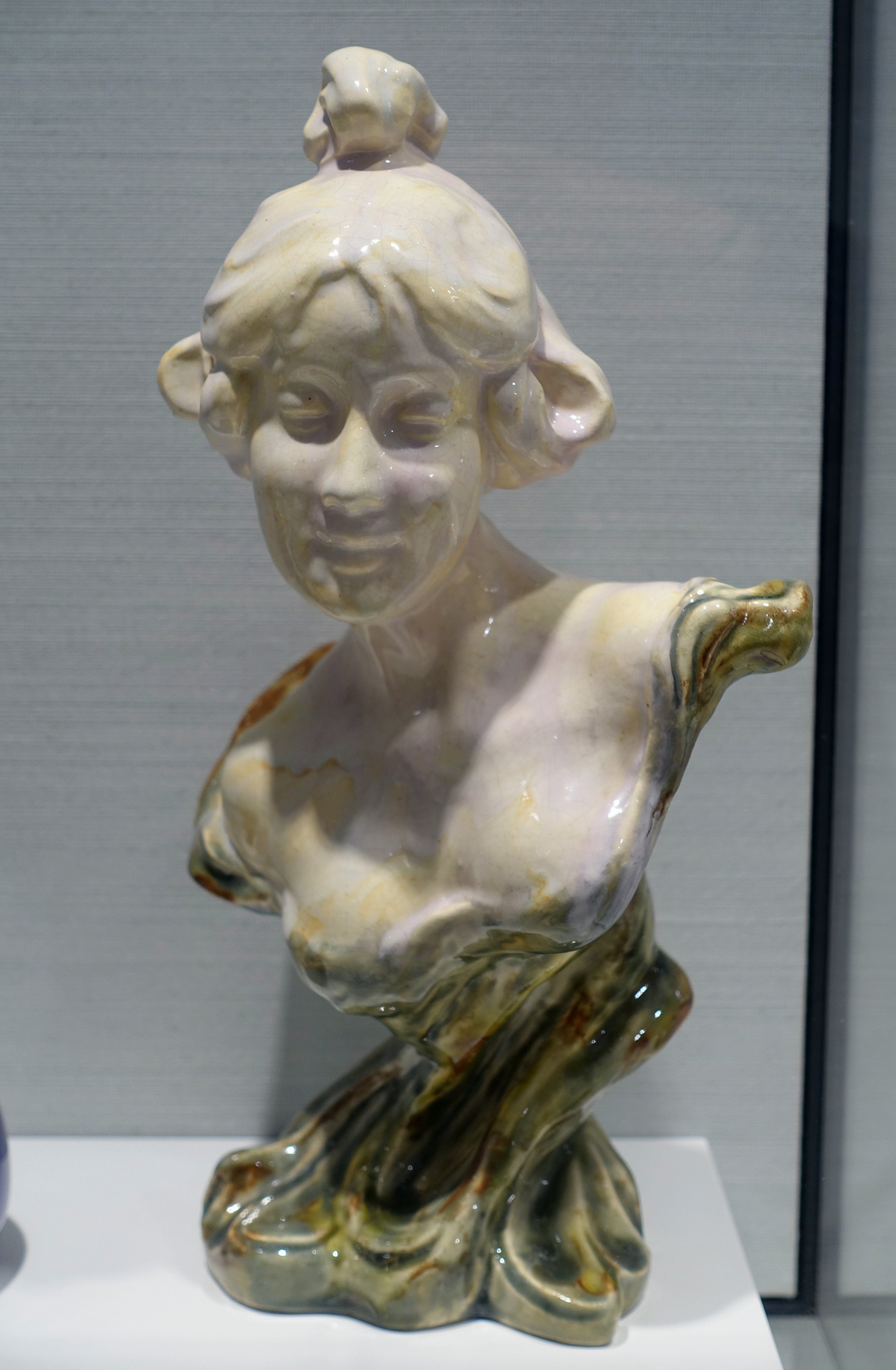
Buste van een dame, 1898
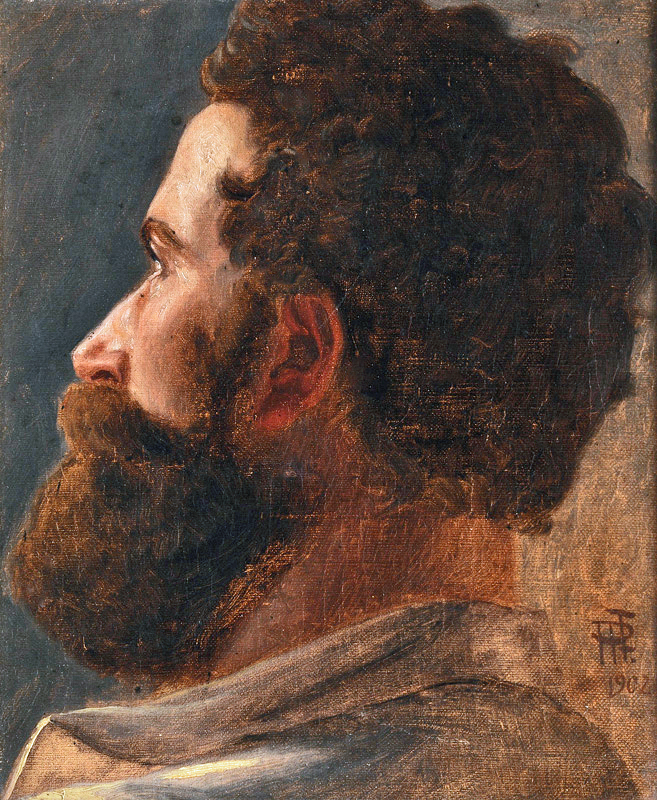
portret
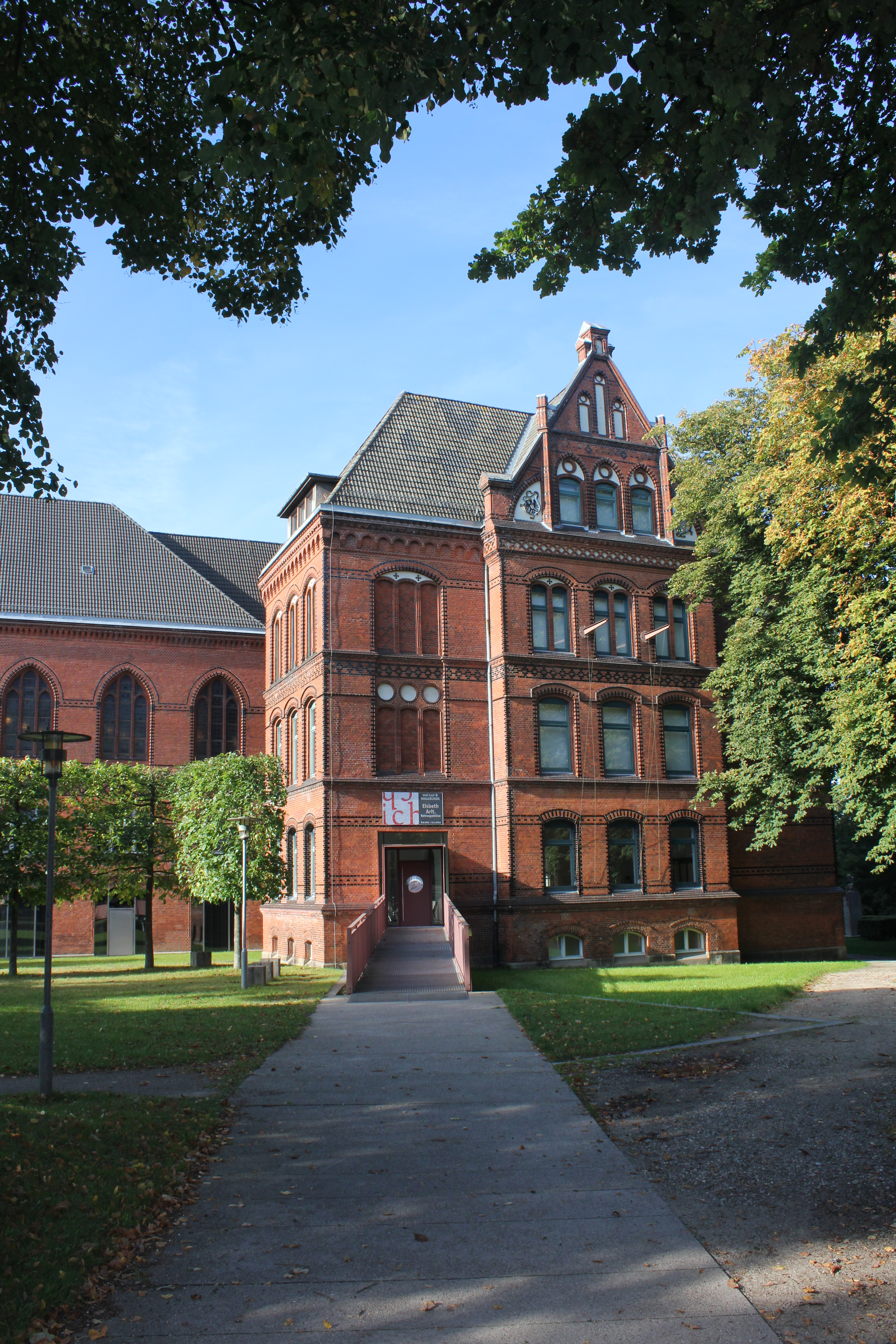
Hans-Christiansen-Haus (Flensburg 2013)